# Ацеродон гривастий
Ацеродон гривастий (лат. Acerodon jubatus) — вид рукокрилих, родини Криланових, ендемік лісів Філіппін, надаючи перевагу первинним або вторинним зрілим лісам. Це один з найважчих рукокрилих у світі (самці досягають 1,2 кг).

## Опис
Самці завдовжки 340—343 мм. Самиці — 336—338 мм. Вага до 1,1 кг. На верхній частині голови волосся має золотисті кінчики. На задній частині шиї волосся помаранчево-жовте, коричнево-чорна шерсть на інших частинах голови і червонувато-коричнева — на спині. Шерсть на нижній частині тіла червонувата з сріблястими кінчиками волосків. Як й інші види Pteropodidae, має великі очі й прості, але помітні, вуха.

## Середовище проживання
Ацеродон гривастий зазвичай зустрічається на висотному діапазоні 0—1100 м над рівнем моря. Зазвичай лаштує сідала на деревах, в мангрових заростях, як правило, на невеликих островах.

## Поведінка
Ці крилани живуть колоніями, часто разом з калонгом. Історично, такі колонії складалися з кількох тисяч особин. Увечері Ацеродони гривасті залишають свої місця спочинку і летять до 30 км щоб харчуватися фруктами, особливо плодами дерев роду Ficus. Вони знаходить їжу, використовуючи хороший зір, без використання ехолокації.
Сезон розмноження зазвичай припадає на сухіші місяці: квітень і травень. Самиці, як вважається, народжують не більше ніж 1 дитинча щороку.

## Загрози та охорона
У результаті вирубки лісів і полювання, чисельність ацеродона гривастого по всіх Філіппінах значно скоротилися, і цей вид зник повністю з ряду островів. Природне місце існування на Філіппінах є одним з найбільш уразливих у світі, лише від шести до семи відсотків від вихідної площі первинного лісу залишилося, в основному через великі комерційні заготівлі лісу. Через його великі розміри й тенденцію до лаштування сідал у великих колоніях цей вид є бажаною і легкою мішенню для місцевих мисливців, і його плоть продають на ринках як харчі. Ацеродон гривастий живе в деяких охоронних територіях.